# Bunyoro-Kitara
Bunyoro is een regio van Oeganda en was van de zestiende tot de negentiende eeuw als Bunyoro-Kitara een van de machtigste koninkrijken van Oost-Afrika. Het werd geregeerd door de Omukama van Bunyoro. De huidige leider is Solomon Gafabusa Iguru I, 27e Omukama (koning) van Bunyoro-Kitara.
Na het instellen van de republiek Oeganda in 1962 bleven Bunyoro en de andere drie vorstendommen aanvankelijk bestaan. In 1967 werden de vorstendommen tijdelijk afgeschaft (door verschillende dictators, waaronder Idi Amin) tot ze in 1994 opnieuw werden opgericht. In de grondwet van Oeganda (1995) is het Koninkrijk (hoofdstuk 16) als zodanig erkend en is de staatkundige relatie met Oeganda vastgelegd: Subject to the provisions of this Constitution, the institution of traditional leader or cultural leader may exist in any area of Uganda in accordance with the culture, customs and traditions or wishes and aspirations of the people to whom it applies. Sinds de invoering van deze Grondwet zijn vier koninkrijken als zodanig door de regering van Oeganda erkend: Boeganda, Bunyoro-Kitara, Busoga en Toro. Elk van dezen heeft een eigen beperkt politiek systeem, een eigen vorst en een eigen vlag. Het enige koninkrijk dat niet werd heropgericht was Ankole, de kroningsceremonie van koning Ntare VI (John Patrick Barigye) werd door president Museveni tegengehouden.
Koninkrijken: Ankole · Boeganda · Bunyoro-Kitara · Busoga · Toro